# Colin Miller (hockey sur glace)
Pour les articles homonymes, voir Colin Miller et Miller.
Colin Miller (né le 29 octobre 1992 à Sault-Sainte-Marie, en Ontario au Canada) est un joueur professionnel canadien de hockey sur glace. Il évolue au poste de  défenseur.

## Carrière
Durant les saisons 2010-2011 et 2011-2012, Colin joue avec le club de sa ville natale, les Greyhounds de Sault-Sainte-Marie. Lors du repêchage 2012 de la Ligue nationale de hockey, les Kings de Los Angeles le repêche (5e tour, 151e position). En 2012-2013, puisqu'il dispute cette saison avec les Greyhounds, il est nommé capitaine de l'équipe et termine la saison avec 55 points dont 20 buts et 35 assistances.
En 2013-2014, le jeune défenseur rejoint les Monarchs de Manchester dans la Ligue américaine de hockey. La saison suivante, Colin participe au Match des Étoiles 2015 de la LAH, remporte la compétition du patineur le plus rapide et ensuite, il fait un record avec son tir de 169,8 km/h. Il conclut sa saison avec 52 points, derrière le défenseur Chris Wideman des Senators de Binghamton qui mène les défenseurs avec 61 points
Le 26 juin 2015, il est échangé avec le gardien de but Martin Jones et un choix de premier tour pour le repêchage 2015 (13e rang, Jakub Zbořil) aux Bruins de Boston en échange de l'attaquant Milan Lucic. Il embarque dans la LNH avec les Bruins lors de la saison 2015-2016.
Après une saison dans l'organisation des Bruins, il signe un nouveau contrat de deux ans qui lui rapportera un total de 2 millions de dollars.
Le 21 juin 2017, il est repêché des Bruins par les Golden Knights de Vegas lors du repêchage d'expansion de la LNH 2017.
Le 28 juin 2019, il est échangé aux Sabres de Buffalo en retour d'un choix de 2e tour en 2021 et d'un choix de 5e tour en 2022.
Le 1er juillet 2023, il quitte les Stars de Dallas et se fait échanger aux Devils de New Jersey. En retour, les Stars de Dallas reçoivent un choix de cinquième ronde en 2025.
Écoulant la dernière année de son contrat en 2023-2024, les Devils l'échangent aux Jets de Winnipeg à la date limite des transactions, le 8 mars 2024. En retour, les Devils reçoivent un choix de 4e ronde au repêchage de 2026.

## Statistiques

### En club

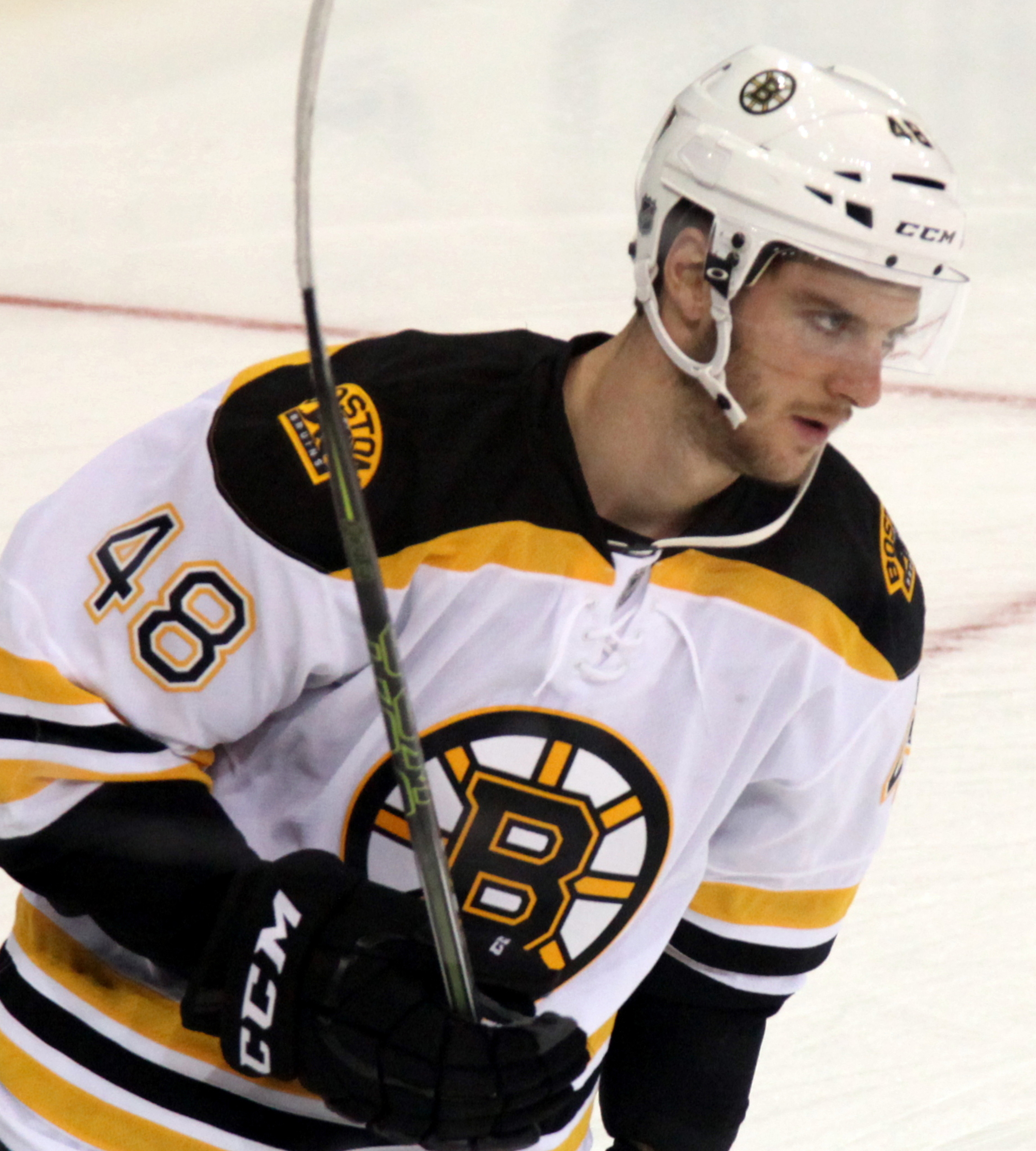
Colin Miller aux Bruins de Boston.

| Saison     | Équipe                           | Ligue      |     | Saison régulière | Saison régulière | Saison régulière | Saison régulière | Saison régulière |   | Séries éliminatoires | Séries éliminatoires | Séries éliminatoires | Séries éliminatoires | Séries éliminatoires |
| Saison     | Équipe                           | Ligue      | PJ  | B                | A                | Pts              | Pun              | PJ               | B | A                    | Pts                  | Pun                  |                      |                      |
| 2010-2011  | Greyhounds de Sault-Sainte-Marie | LHO        | 66  | 3                | 19               | 22               | 44               | -                | - | -                    | -                    | -                    |                      |                      |
| 2011-2012  | Greyhounds de Sault-Sainte-Marie | LHO        | 54  | 8                | 20               | 28               | 79               | -                | - | -                    | -                    | -                    |                      |                      |
| 2012-2013  | Greyhounds de Sault-Sainte-Marie | LHO        | 54  | 20               | 35               | 55               | 78               | 6                | 1 | 6                    | 7                    | 0                    |                      |                      |
| 2013-2014  | Monarchs de Manchester           | LAH        | 65  | 5                | 12               | 17               | 35               | 3                | 0 | 0                    | 0                    | 6                    |                      |                      |
| 2014-2015  | Monarchs de Manchester           | LAH        | 70  | 19               | 33               | 52               | 82               | 19               | 2 | 8                    | 10                   | 12                   |                      |                      |
| 2015-2016  | Bruins de Boston                 | LNH        | 42  | 3                | 13               | 16               | 39               | -                | - | -                    | -                    | -                    |                      |                      |
| 2015-2016  | Bruins de Providence             | LAH        | 20  | 4                | 8                | 12               | 16               | 2                | 0 | 0                    | 0                    | 0                    |                      |                      |
| 2016-2017  | Bruins de Boston                 | LNH        | 61  | 6                | 7                | 13               | 55               | 4                | 0 | 1                    | 1                    | 2                    |                      |                      |
| 2017-2018  | Golden Knights de Vegas          | LNH        | 82  | 10               | 31               | 41               | 53               | 20               | 3 | 4                    | 7                    | 14                   |                      |                      |
| 2018-2019  | Golden Knights de Vegas          | LNH        | 65  | 3                | 26               | 29               | 44               | 6                | 1 | 2                    | 3                    | 6                    |                      |                      |
| 2019-2020  | Sabres de Buffalo                | LNH        | 51  | 1                | 10               | 11               | 22               | -                | - | -                    | -                    | -                    |                      |                      |
| 2020-2021  | Sabres de Buffalo                | LNH        | 48  | 4                | 8                | 12               | 27               | -                | - | -                    | -                    | -                    |                      |                      |
| 2021-2022  | Sabres de Buffalo                | LNH        | 38  | 2                | 12               | 14               | 21               | -                | - | -                    | -                    | -                    |                      |                      |
| 2022-2023  | Stars de Dallas                  | LNH        | 79  | 6                | 15               | 21               | 37               | 10               | 0 | 1                    | 1                    | 4                    |                      |                      |
| 2023-2024  | Devils du New Jersey             | LNH        | 41  | 4                | 4                | 8                | 24               | -                | - | -                    | -                    | -                    |                      |                      |
| 2023-2024  | Jets de Winnipeg                 | LNH        | 5   | 0                | 1                | 1                | 2                | 1                | 0 | 1                    | 1                    | 0                    |                      |                      |
| Totaux LNH | Totaux LNH                       | Totaux LNH | 512 | 39               | 127              | 166              | 324              | 41               | 4 | 9                    | 13                   | 26                   |                      |                      |

### En équipe nationale
| Année | Équipe | Compétition          |   | PJ | B | A | Pts | Pun           |  | Résultat |
| 2021  | Canada | Championnat du monde | 4 | 0  | 1 | 1 | 0   | Médaille d'or |  |          |